# Eurico de Jesus Teles Neto
Eurico de Jesus Teles Neto (Piripiri, Piauí, 29 de dezembro de 1956) é o ex-Presidente e Diretor Jurídico da Oi.
Nomeado como CEO pelo Conselho de administração em 27 de novembro de 2017. Logo após assumir a presidência da companhia, o executivo foi responsável por apresentar à Justiça o plano de recuperação judicial da Oi, aprovado em dezembro de 2017 em Assembleia Geral de Credores, com os seguintes percentuais: 100% na classe Trabalhista; 100% na classe Garantia Real; 72,17% na classe Quirografários; e 99,8% na classe Microempresas.
Em janeiro de 2018, o plano de recuperação judicial foi homologado pela Justiça Brasileira e desde então já foi reconhecido também em jurisdições internacionais (EUA, Reino Unido e Holanda). A recuperação judicial da Oi foi considerada a maior da América Latina. A dívida, que somava mais de R$ 64 bilhões, caiu para R$ 14 bilhões com o andamento do plano de recuperação judicial. Entre as etapas estabelecidas no plano consta um aumento de capital de R$ 4 bilhões em recursos novos, concluído em janeiro de 2019.
Eurico Teles está na Oi desde a criação da companhia. Sua carreira começou em 1981, na Divisão de Títulos e Valores Mobiliários da Telebahia, antiga estatal da Bahia pertencente ao sistema Telebras, que foi vendida para a Tele Norte Leste, futura Telemar.  Desde então, passou pelos cargos de Gerente Jurídico de Operações e Diretor de Serviços Jurídicos. Com a unificação da Telemar e Oi – criada em 2001, como braço de telefonia móvel da empresa –, Teles ocupou a partir de 2004 o cargo de Diretor Jurídico da Oi, função que ainda exerce, acumulando com a presidência.
Em 2019, assumiu o cargo de conselheiro federal da OAB e foi designado presidente da Comissão Especial de Falências e Recuperação Judicial deste conselho.
Em 2006 ocupou o cargo de Presidente da Comissão de Telecomunicações da OAB/RJ. Desde 2014, também é Diretor-Adjunto do IAB (Instituto dos Advogados Brasileiros). Em 2006 ocupou o cargo de Presidente da Comissão de Telecomunicações da OAB/RJ.
Ao longo de sua trajetória profissional, Eurico Teles recebeu prêmios e homenagens, como os Troféus Dom Quixote e Sancho Pança, da Revista Justiça e Cidadania, respectivamente em 2009 e 2010; a Ordem do Mérito Judiciário do Trabalho no Grau de Comendador, entregue pelo Tribunal Superior do Trabalho, em 2010; a Medalha Albert Sabin, da Câmara Municipal do Rio de Janeiro, em 2010; a Medalha da Inconfidência, do Governo do Estado de Minas Gerais, em 2012; a Medalha Tiradentes, da Assembleia Legislativa do Rio de Janeiro; entre outros títulos.